# Las Higuerillas
Las Higuerillas är en ort i Mexiko.   Den ligger i kommunen Matamoros och delstaten Tamaulipas, i den östra delen av landet, 700 km norr om huvudstaden Mexico City. Las Higuerillas ligger 2 meter över havet och antalet invånare är 2 139.
Terrängen runt Las Higuerillas är mycket platt. Havet är nära Las Higuerillas åt sydväst.  Las Higuerillas är det största samhället i trakten. 